# Dysmachus trigonus
Dysmachus trigonus är en tvåvingeart som först beskrevs av Johann Wilhelm Meigen 1804.  Dysmachus trigonus ingår i släktet Dysmachus och familjen rovflugor. Enligt den finländska rödlistan är arten nationellt utdöd i Finland. Enligt den svenska rödlistan är arten nära hotad i Sverige. Arten förekommer på Gotland, Öland och Götaland. Artens livsmiljö är sandstränder vid Östersjön. Inga underarter finns listade i Catalogue of Life.

## Bildgalleri

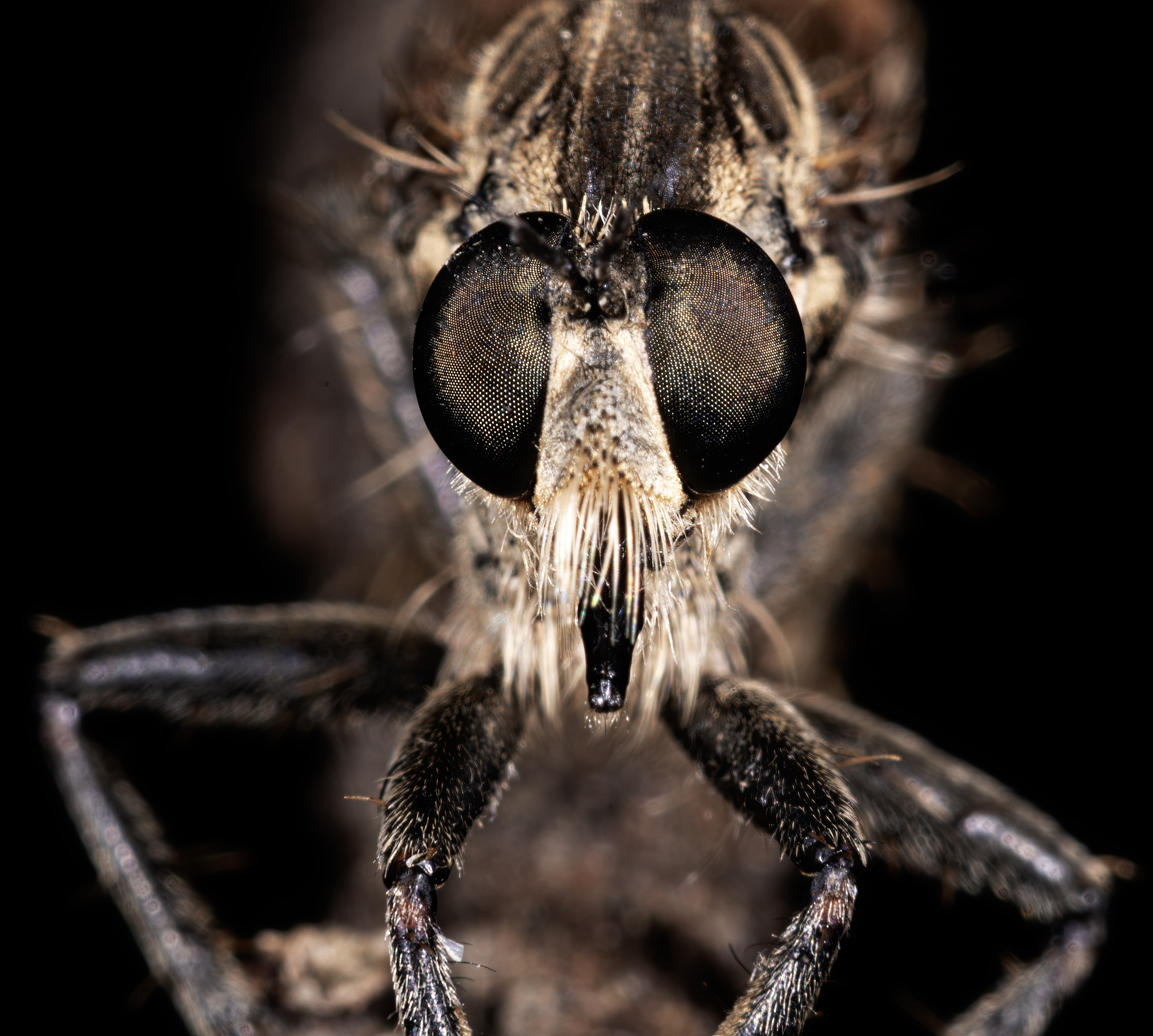
Porträtt
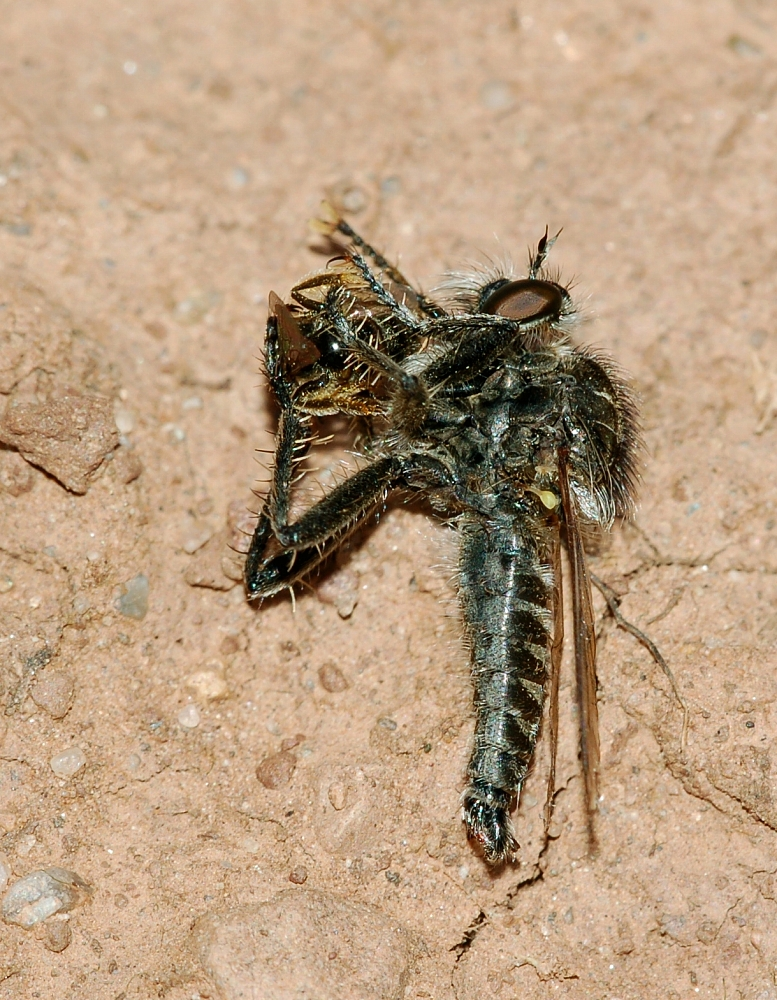
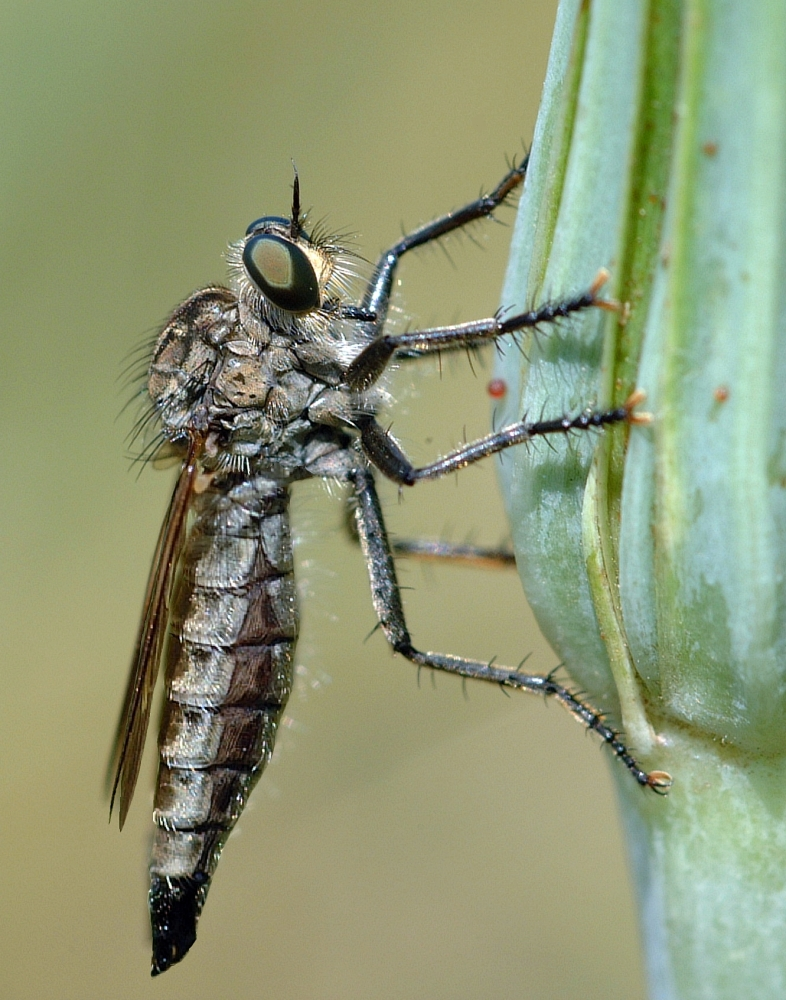
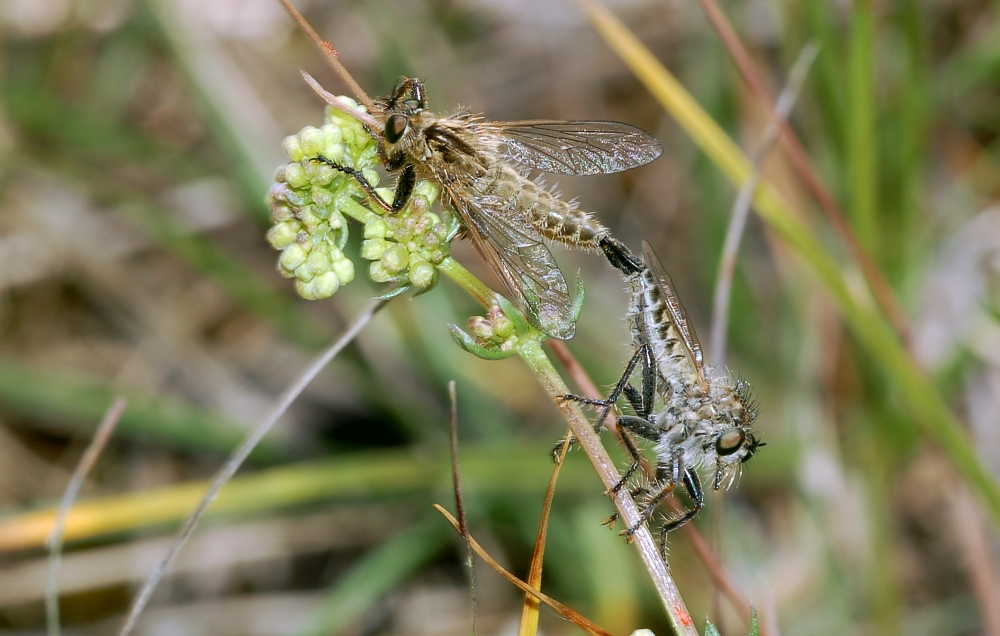
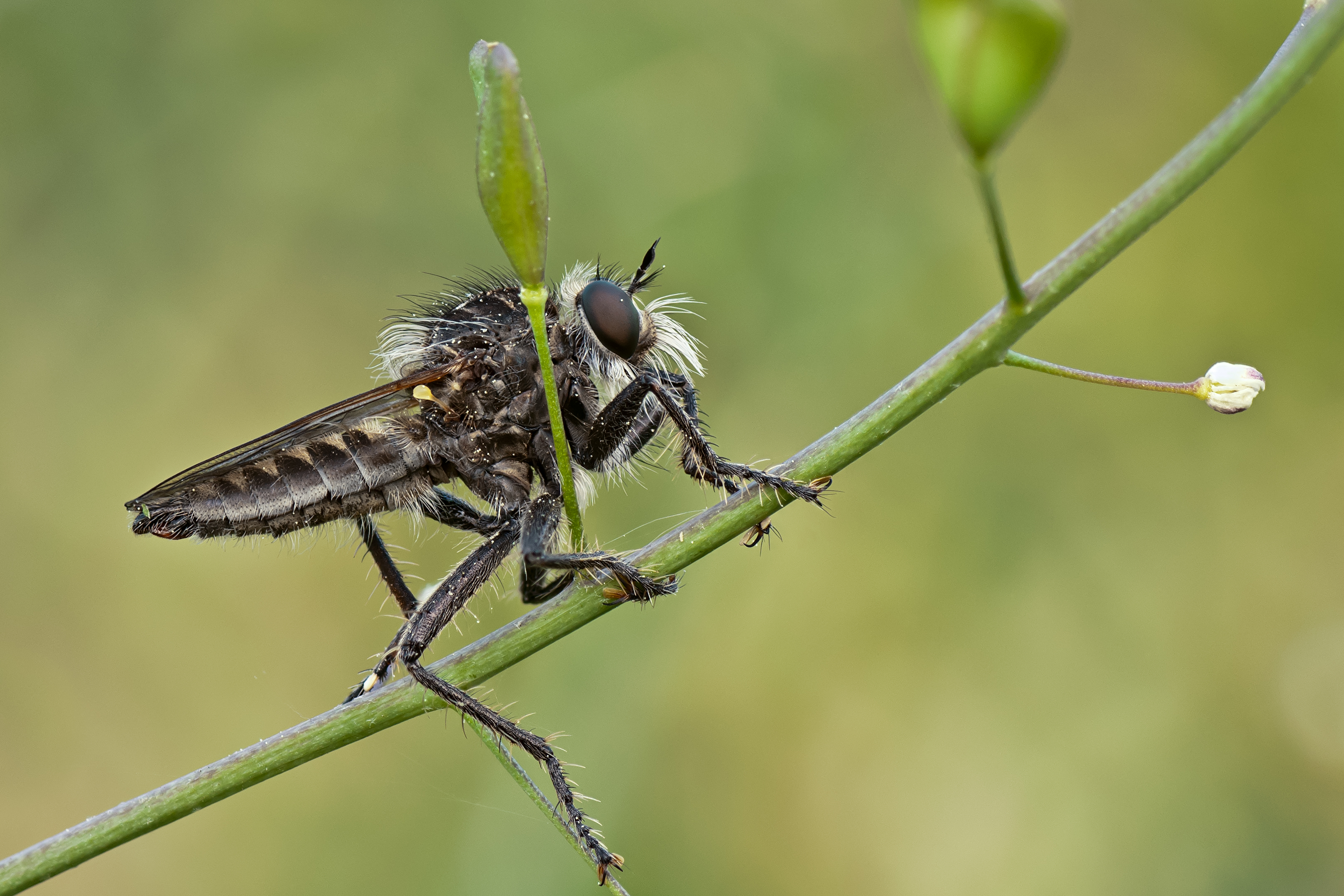
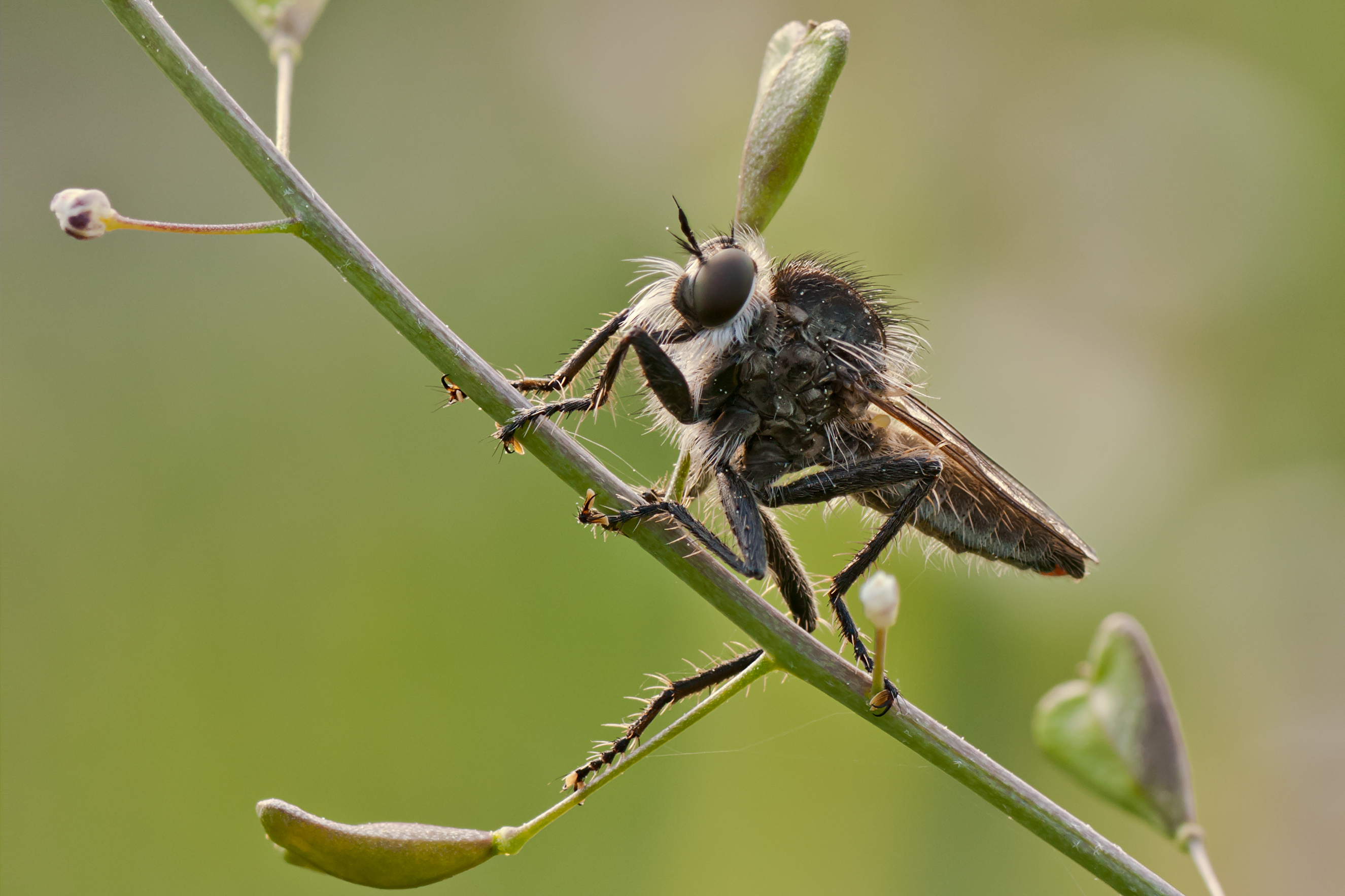